# Jim Malloy (engenheiro de gravação)
James Edward Malloy (Estados Unidos, 1931 – 4 de julho de 2018) foi um engenheiro de gravação americano. 

## Carreira
Ele era conhecido por trabalhar com artistas como Elvis Presley, Duke Ellington, Johnny Cash, Henry Mancini, e Mahalia Jackson. Seu trabalho como engenheiro ganhou um Grammy para a engenharia da trilha sonora do filme de 1963, Charada.
Morreu em 4 de julho de 2018.